# Josiah Morgan
Josiah Lewis Morgan (1893. június 5. – 1982. május 11.) walesi származású brit ászpilóta.

## Élete

### Ifjúkora
Morgan 1893-ban született Porth városában, Walesben.

### Katonai szolgálata
Katonai szolgálatát 1916 körül kezdte a gyalogságnál. 1917 végén áthelyezték a légierőbe, ahol korábbi katonai pályáját figyelembe véve hadnagyi rangot kapott. A 22. brit repülőszázadhoz helyezték, ahol Bristol F.2b típusú kétüléses repülőgéppel repült. Morgan mint megfigyelő tevékenykedett, tehát ő nem a gép irányításával hanem a géppuska kezelésével foglalkozott. Első légi győzelmét 1918. március 6-án szerezte meg, pilótája Hiram Davison hadnagy volt. Március 8-án triplázott. Lelőtt két Albatros D.V és egy Pfalz D.III típusú repülőgépet. Ötödik légi győzelmét 13-án szerezte meg, ennek köszönhetően elérte az ászpilóta minősítést. Március 18-án egy Albatros D.V típusú német vadászgépet lőtt le. Március 25-én és 26-án egy-egy, míg 27-én és 29-én két-két légi győzelmet szerzett, Fokker Dr.I és Rumpler C típusú gépek ellenében.
1918 júliusában több bátor tetteinek elismeréseként megkapta a Brit Katonai Keresztet (Military Cross). Ezután visszatért Angliába és a 6-os számú pilótaképző iskola instruktora lett.  A háborút túlélte, Cardiffban hunyt el 1982-ben. 

### Légi győzelmei
| Sorszám | Dátum             | Egység                | Repülőgépe   | Ellenfele    |
| ------- | ----------------- | --------------------- | ------------ | ------------ |
| 1       | 1918. március 6.  | 22. brit repülőszázad | Bristol F.2b | Albatros D.V |
| 2       | 1918. március 8.  | 22. brit repülőszázad | Bristol F.2b | Albatros D.V |
| 3       | 1918. március 8.  | 22. brit repülőszázad | Bristol F.2b | Albatros D.V |
| 4       | 1918. március 8.  | 22. brit repülőszázad | Bristol F.2b | Pfalz D.III  |
| 5       | 1918. március 13. | 22. brit repülőszázad | Bristol F.2b | Pfalz D.III  |
| 6       | 1918. március 18. | 22. brit repülőszázad | Bristol F.2b | Albatros D.V |
| 7       | 1918. március 25. | 22. brit repülőszázad | Bristol F.2b | Albatros D.V |
| 8       | 1918. március 26. | 22. brit repülőszázad | Bristol F.2b | Pfalz D.III  |
| 9       | 1918. március 27. | 22. brit repülőszázad | Bristol F.2b | Fokker Dr.I  |
| 10      | 1918. március 27. | 22. brit repülőszázad | Bristol F.2b | Fokker Dr.I  |
| 11      | 1918. március 29. | 22. brit repülőszázad | Bristol F.2b | Kétüléses    |
| 12      | 1918. március 29. | 22. brit repülőszázad | Bristol F.2b | Rumpler C    |